# Лыхма
Лыхма — посёлок в России, находится в Белоярском районе, Ханты-Мансийского автономного округа — Югры. Входит в состав Сельского поселения Лыхма.
Почтовый индекс — 628173, код ОКАТО — 71111912001.

## Климат
Климат резко континентальный, зима суровая, с сильными ветрами и метелями, продолжающаяся семь месяцев. Лето относительно тёплое, но быстротечное.

## Население
| 2010  | 2012  | 2013  | 2014  | 2015  | 2016  | 2017  |
| ----- | ----- | ----- | ----- | ----- | ----- | ----- |
| 1472  | ↗1511 | ↘1508 | ↘1505 | ↘1424 | ↘1417 | ↘1327 |
| 2018  | 2019  | 2020  | 2021  |       |       |       |
| ↘1295 | ↘1265 | ↗1293 | ↘1286 |       |       |       |